# Psicopedagogia
La psicopedagogia és una disciplina de caràcter interdisciplinari entre la Psicologia i la Pedagogia. En la psicopedagogia s'apliquen continguts, teories i mètodes de la Psicologia a l'àmbit de l'Educació i rep aportacions d'altres ciències que formen el cos teòric d'aquesta disciplina com l'antropologia, la filosofia i la medicina (biologia i neurologia) entre d'altres.
La psicopedagogia estudia tot allò relacionat amb el procés d'aprenentatge, que inclou:
- Modalitat: Mode d'aprenentatge
- Factors físics, psíquics i socials: Com varia evolutivament l'aprenentatge
- Causes individuals i grupals: Per què es produeixen alteracions
- Diagnòstic i tractament: Com reconèixer les alteracions i tractar-les

El seu objecte d'estudi és l'individu que aprèn. La psicopedagogia té la virtut d'unificar la teoria i la pràctica dels continguts de la psicologia amb els de l'educació sistemàtica i asistemàtica, i s'ocupa dels vincles que s'estableixen entre aquells que realitzen el procés d'aprendre.